# Bábonymegyer
Bábonymegyer község Somogy vármegyében, a Tabi járásban.

## Fekvése
A Külső-Somogy keleti részén, a Kis-Koppány patak völgyében található, Tabtól 6 kilométerre. Közúton a 65-ös főútról Darány-pusztánál nyugatnak kiágazó 6511-es úton érhető el, az elágazástól mintegy 3 kilométerre. A hazai vasútvonalak közül a Kaposvár–Siófok-vasútvonal érinti, amelynek egy megállási pontja van itt, Bábonymegyer megállóhely, ez az országút közelében helyezkedik el.

## Története
1908-ig Bábony és Megyer, 1927-ig Nagybábony és Koppánymegyer, majd 1927-ben egyesítették Bábonymegyer néven. Megyert legkorábban 1193-ban, Bábonyt (Bábon) 1259-ben említik fennmaradt oklevelek. II. András király okiratában Baba néven kerül említésre. Egy 1259-es birtoklevélben Babon alakban írták a nevét, ekkor Babonis Gergely ispán  pereskedett a faluért. A török időkben a falvak elnéptelenedtek. 1563-ban kilenc, 1577-ben tíz házat jegyeztek fel. A Rákóczi-szabadságharcot követően, 1731-ben a pusztának tekinthető településekre Győrből, Lajoskomáromból, Tabról és Torvajról földműves evangélikusok telepedtek be az itt élő, cselédsorban tartott reformátusok közé. Elkezdték építeni a paplakokat és az iskolákat. 1784-86 között református, 1831-32-ben pedig evangélikus iskolák épültek. 1805-ben készült jegyzőkönyv szól az iskolákról huszonnégy tanulóval. Bábonyban evangélikus és református, Megyeren katolikus és református iskola volt 1948-ig. 1850-1870 között  betyárvilág alakult ki a környéken. A falu környezete, az erdők, völgyek, avar gyűrűk kedveztek a betyároknak. Köztük volt a Bábonyban híres betyár,  Patkó Pista is. A krónikák szerint a bábonyi erdőkben esett el tűzharcban; emlékét ma kopjafa őrzi. A bábonyi temető árkába temették el, mert úgy tartották, hogy az ilyen embereket nem lehet temetőbe temetni.
Fontos része a falu históriájának Rudnay Gyula festőművész ideköltözése, aki az 1920-as évektől minden nyarát itt, Bábonyban töltötte. Háza ma emlékmúzeum, melynek udvarán látható Andrássy Kurta János Rudnay-szobra.
Az evangélikus templom oltárképét is Rudnay festette, s irányításával készült a református templom mennyezetfreskója és az I. világháborús emlékmű is. A falu mindig önálló volt, saját jegyzőséggel rendelkezett, kivéve 1969. július 1-től az 1990. évi önkormányzati választásokig, mely idő alatt Tabhoz csatolták. A község ma a Koppány-völgye Többcélú Kistérségi Társulás tagja.

## Közélete

### Polgármesterei
- 1990–1994: Dr. Ruff Flórián (független)[3]
- 1994–1998: Dr. Ruff Flórián (független)[4]
- 1998–2002: Dr. Ruff Flórián (független)[5]
- 2002–2006: Dr. Ruff Flórián (független)[6]
- 2006–2010: Dr. Ruff Flórián (független)[7]
- 2010–2014: Kiss Sándorné (független)[8]
- 2014–2019: Kiss Sándorné (független)[9]
- 2019–2024: Knopf Antal (független)[10]
- 2024– : Knopf Antal (független)[1]

## Népesség
A település népességének változása:
| Lakosok száma | 816  | 819  | 790  | 804  | 764  | 771  | 779  |
|               | 2013 | 2014 | 2015 | 2021 | 2022 | 2023 | 2024 |

A 2011-es népszámlálás során a lakosok 91,8%-a magyarnak, 0,4% cigánynak, 1,4% németnek, 0,4% románnak mondta magát (7,4% nem nyilatkozott; a kettős identitások miatt a végösszeg nagyobb lehet 100%-nál). A vallási megoszlás a következő volt: római katolikus 36,2%, református 13,8%, evangélikus 8,4%, felekezet nélküli 4,5% (36,5% nem nyilatkozott).
2022-ben a lakosság 88,1%-a vallotta magát magyarnak, 2,7% németnek, 2,2% cigánynak, 0,3% görögnek, 0,1-0,1% szerbnek, szlovén, románnak, görögnek, bolgárnak, ukránnak és szlováknak, 1,3% egyéb, nem hazai nemzetiségűnek (10,5% nem nyilatkozott; a kettős identitások miatt a végösszeg nagyobb lehet 100%-nál). Vallásuk szerint 26,8% volt római katolikus, 11,3% református, 6,5% evangélikus, 0,3% görög katolikus, 0,1% ortodox, 0,1% izraelita, 1% egyéb keresztény, 0,5% egyéb katolikus, 20,2% felekezeten kívüli (33,1% nem válaszolt).

## Nevezetességek
- Rudnay-emlékház
- Trianon-emlékmű (2021-ben avatták fel)[13]
- Betyárok kopjafája

## Képek

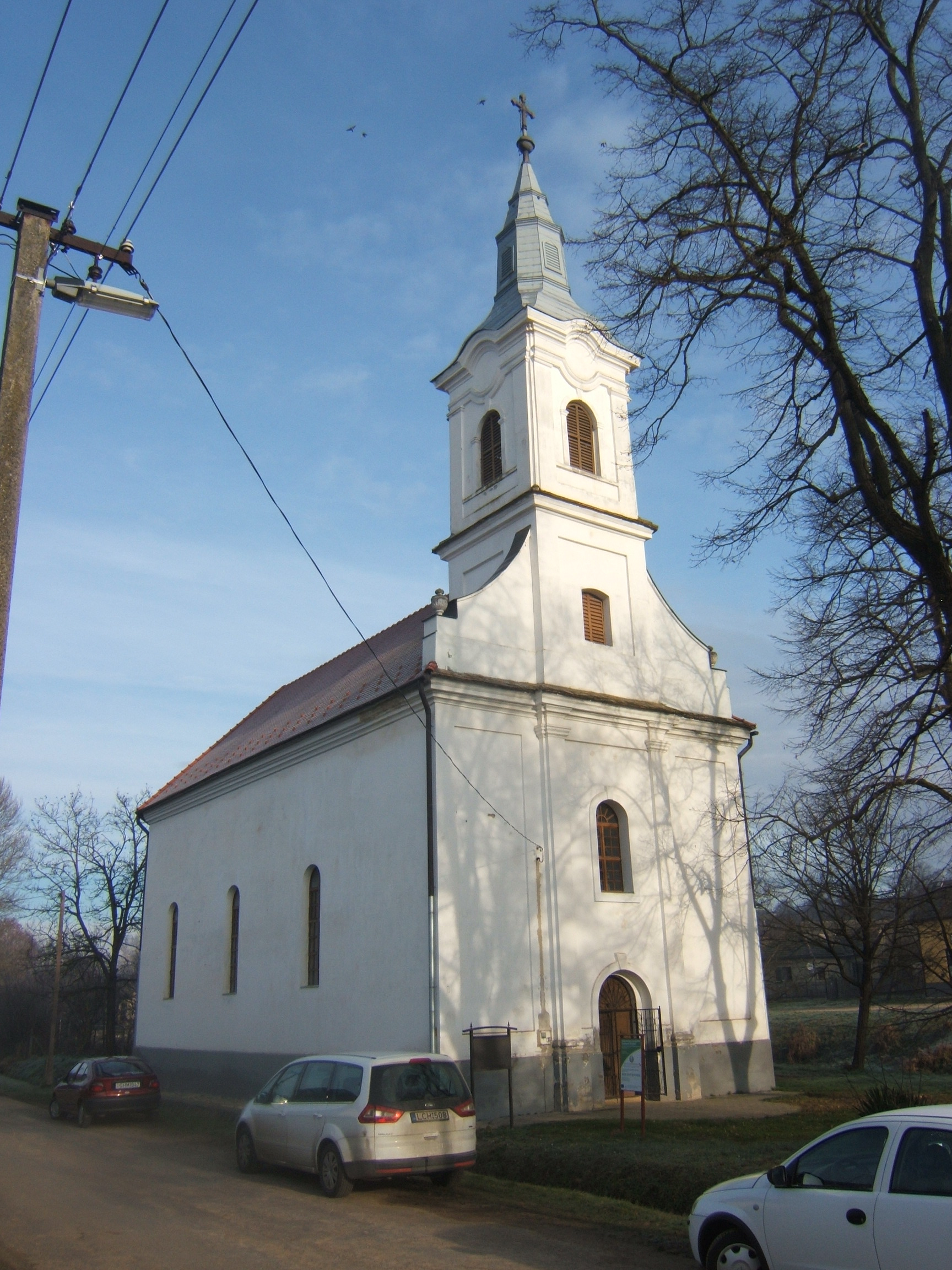
Az evangélikus templom
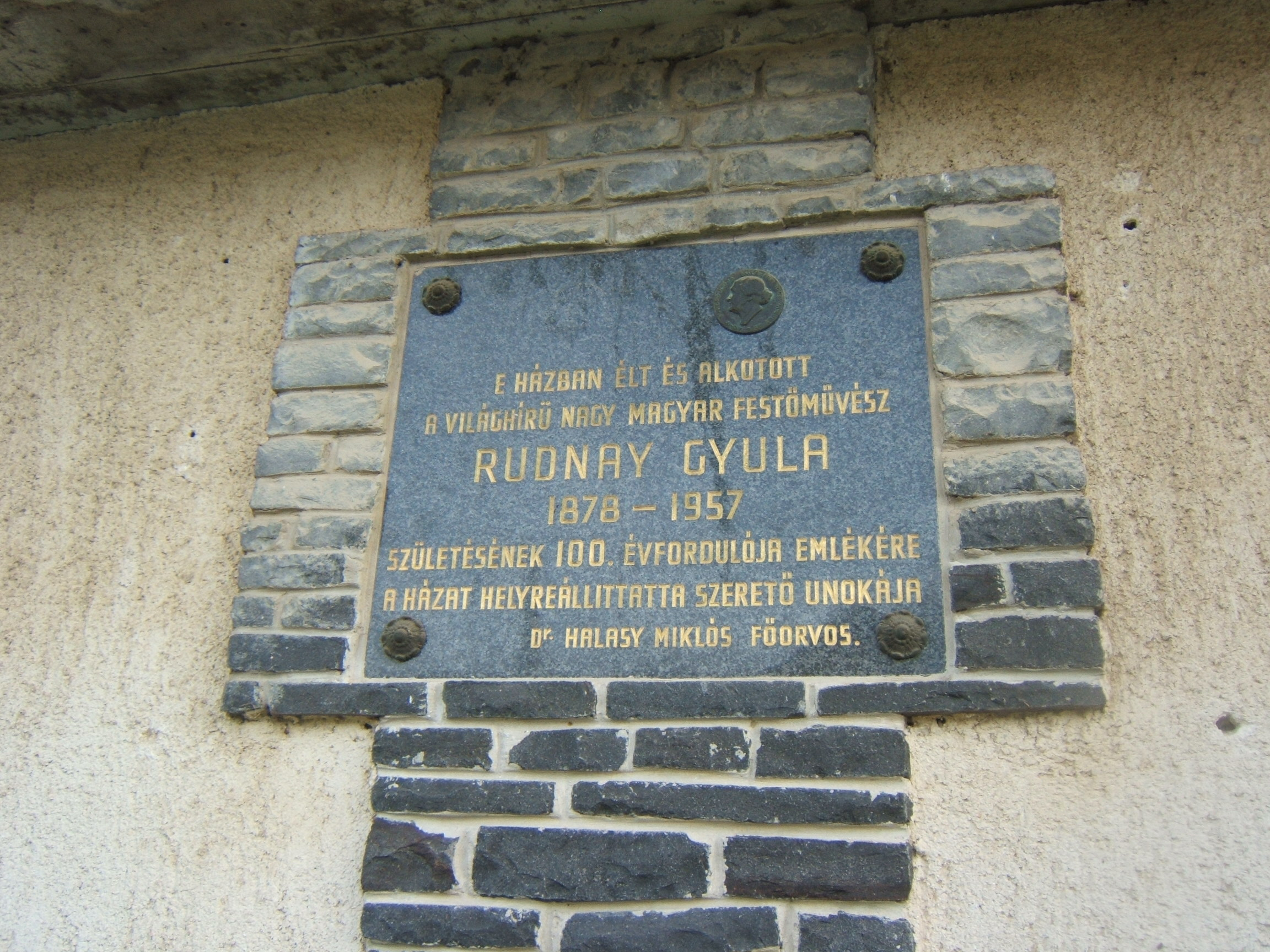
Rudnay-emléktábla
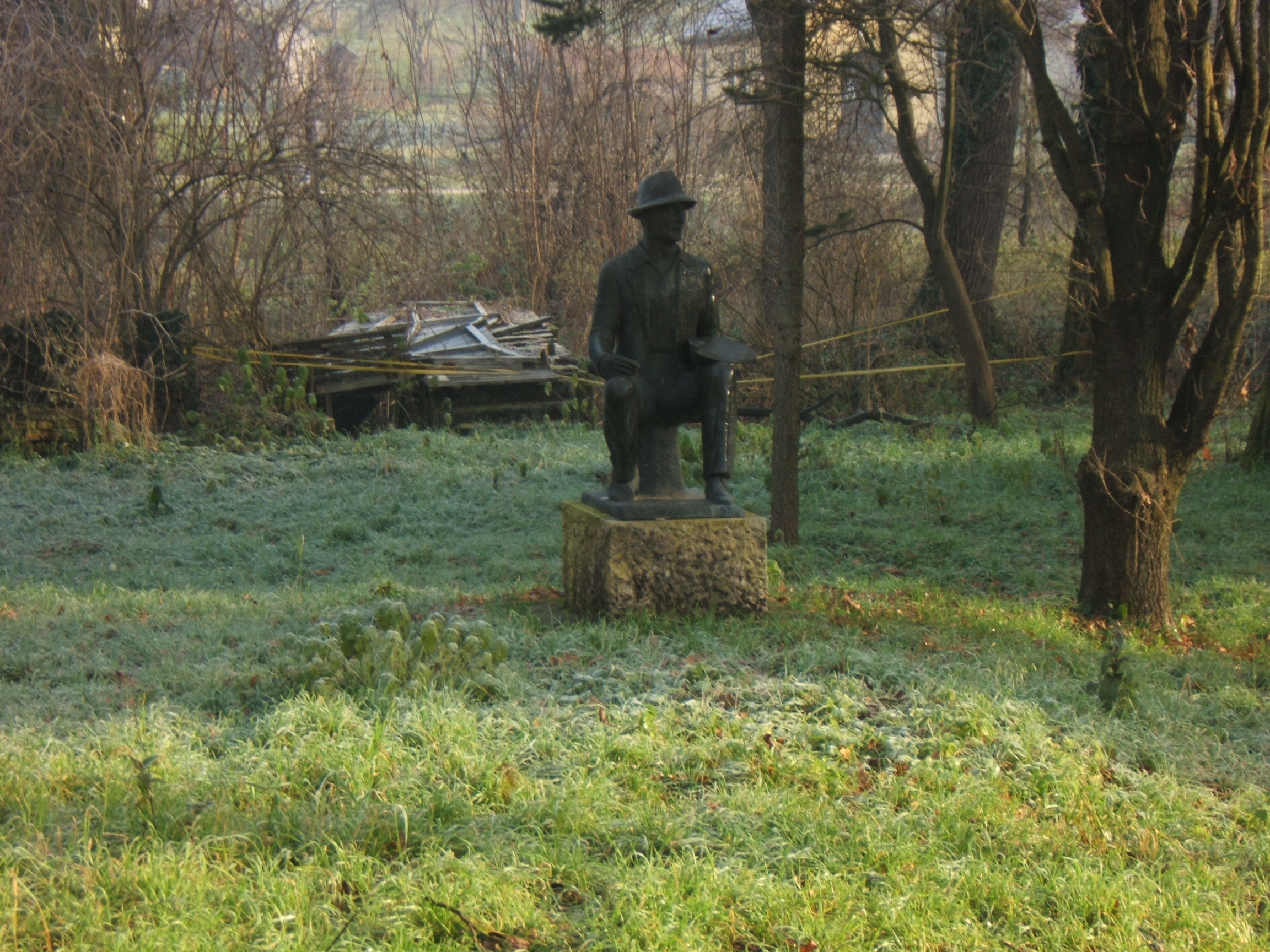
Rudnay-szobor
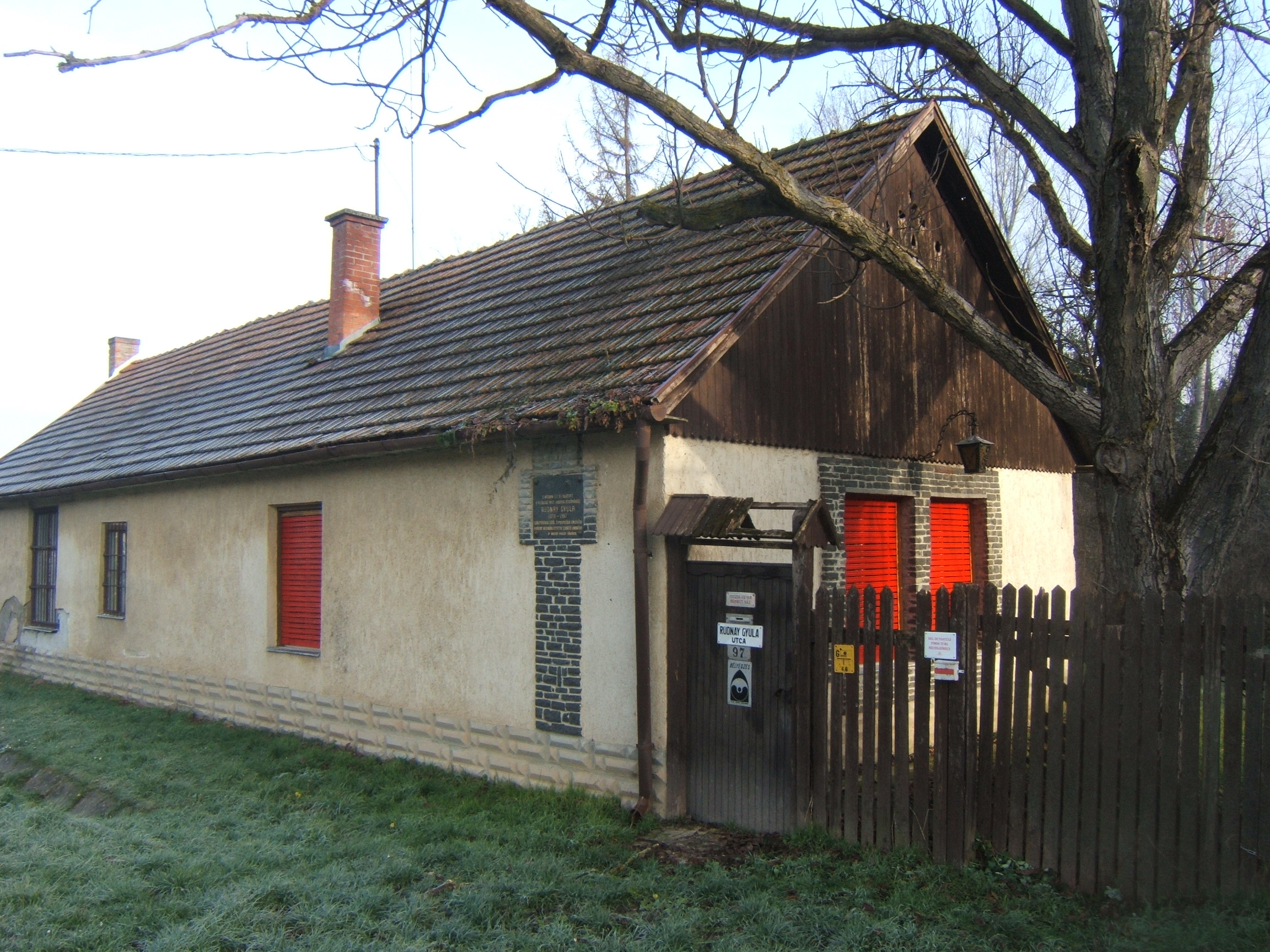
Rudnay-emlékház
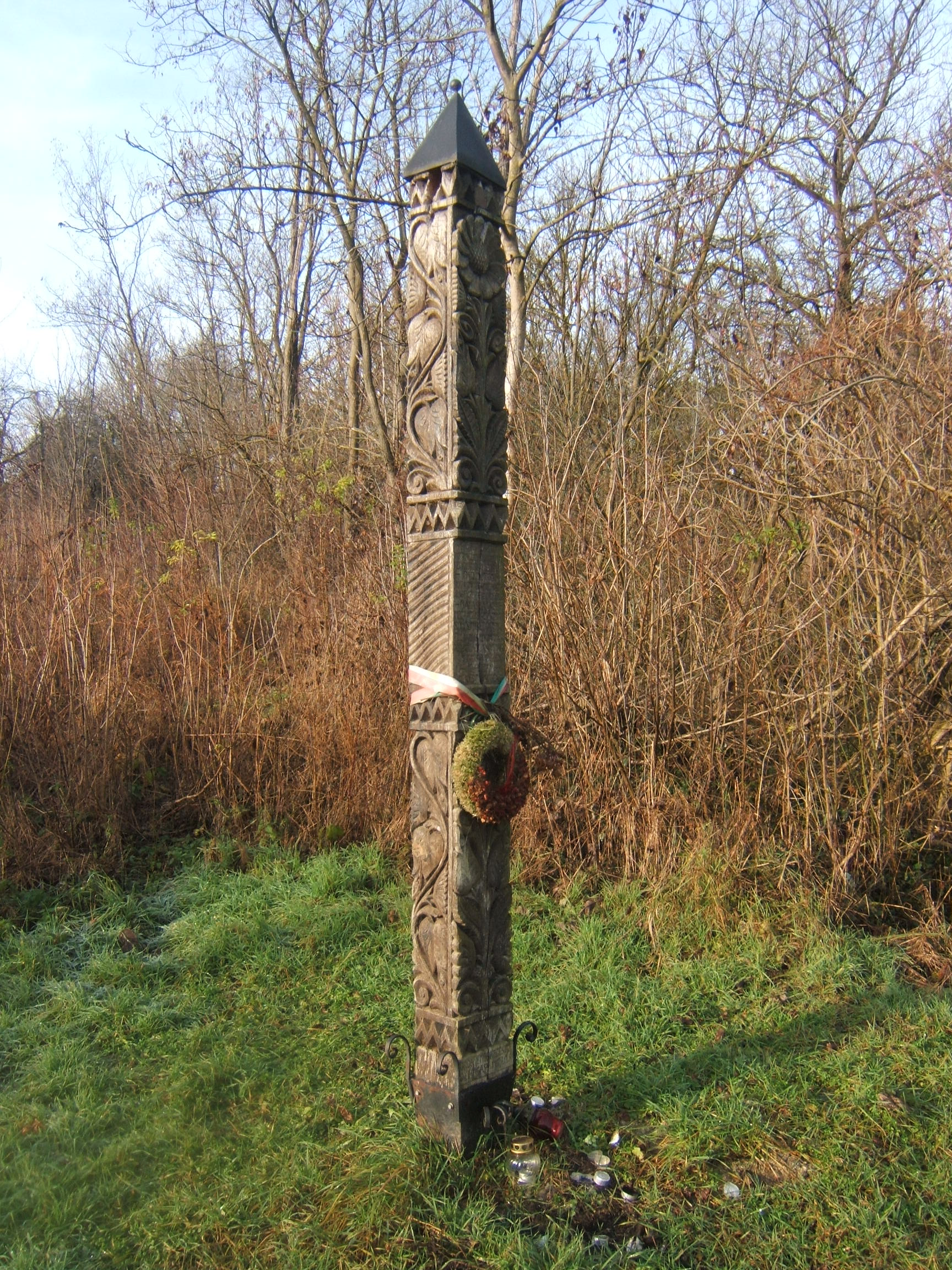
A betyárok emlékére állított kopjafa
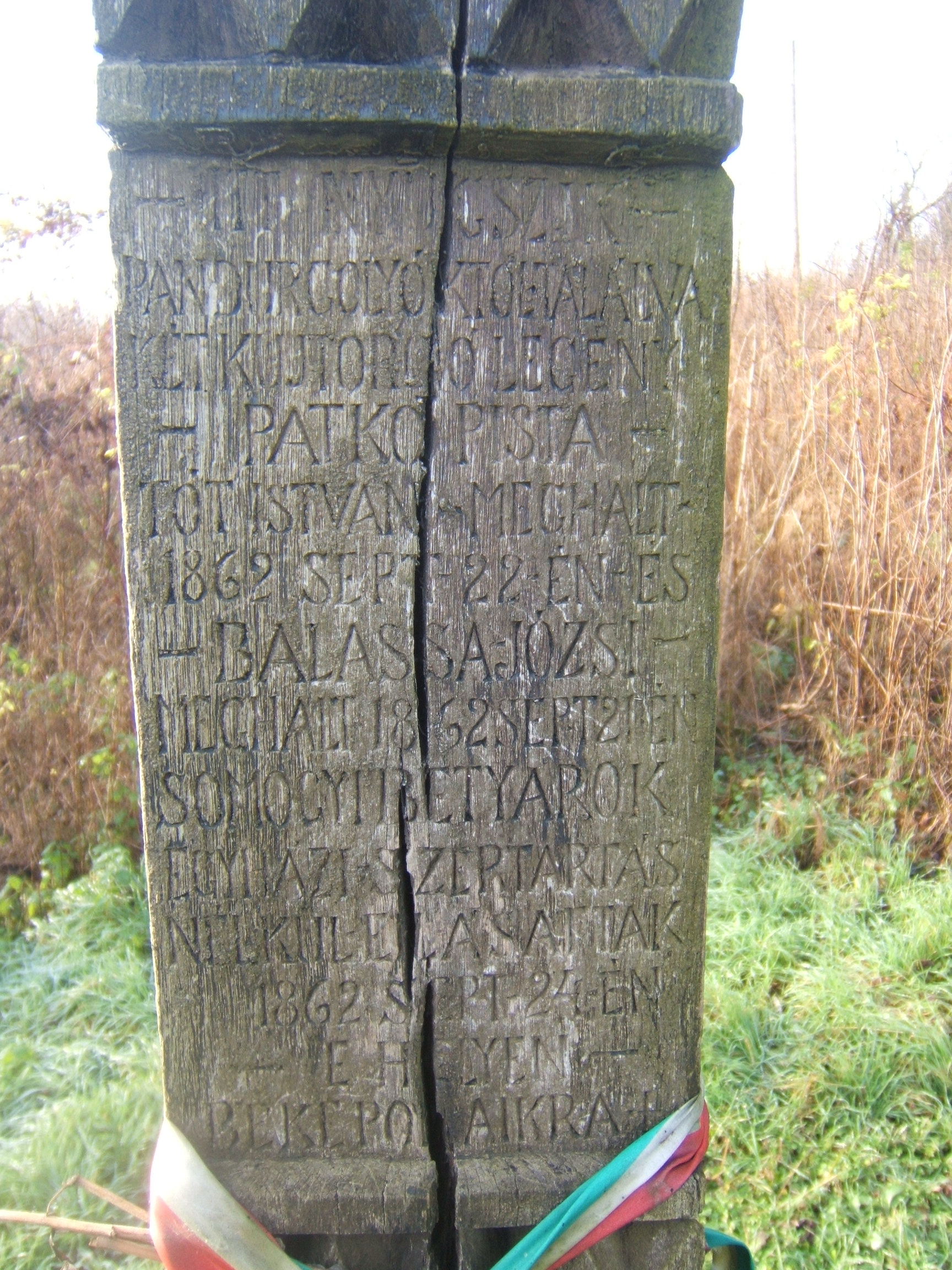
A kopjafa felirata
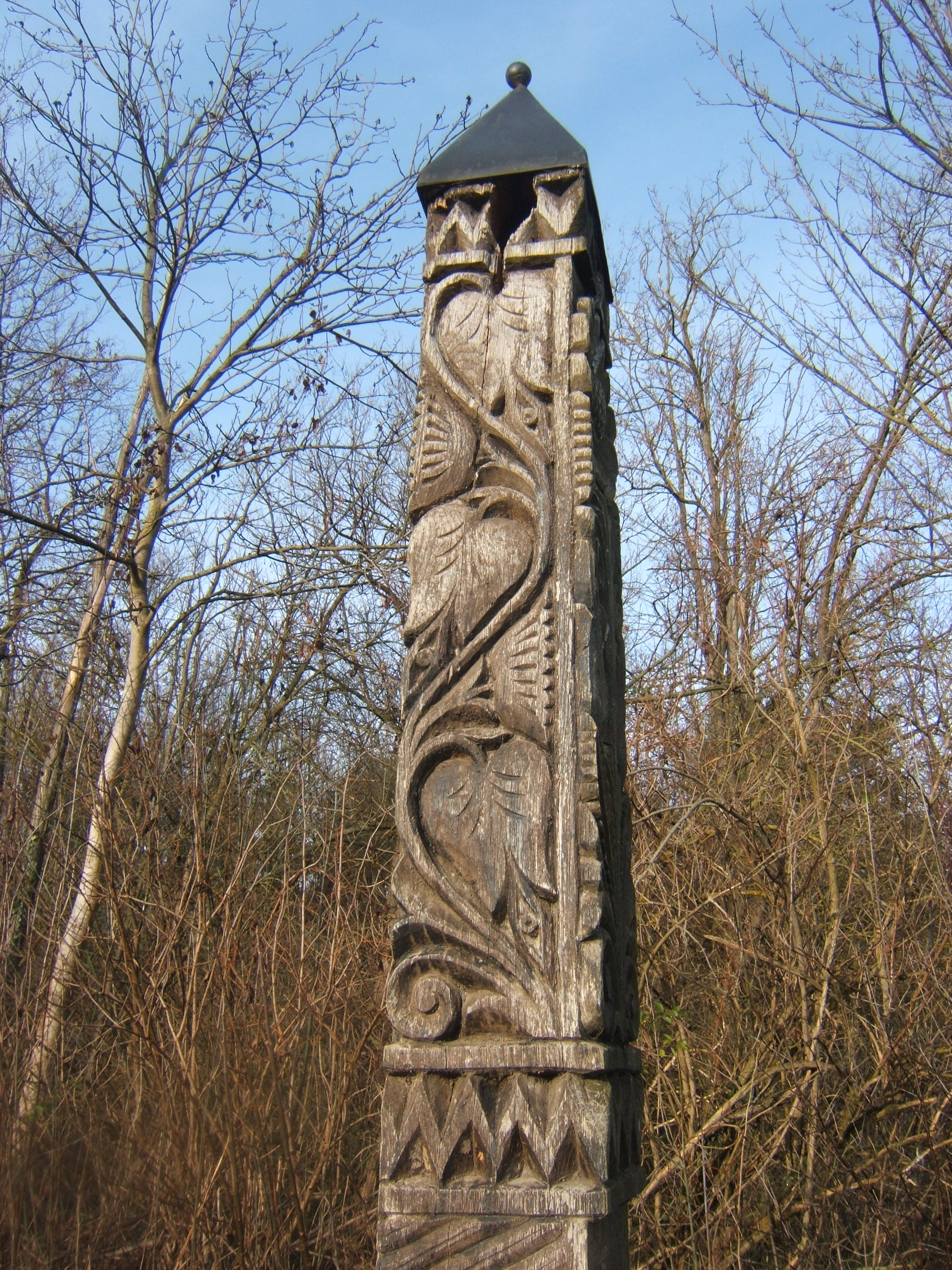
A kopjafa faragott díszei